# Bergtjärnen (Sollefteå socken, Ångermanland)
Bergtjärnen är en sjö i Sollefteå kommun i Ångermanland och ingår i Ångermanälvens huvudavrinningsområde.